# Олбани (Калифорнија)
Олбани (енгл. Albany) град је у америчкој савезној држави Калифорнија. По попису становништва из 2010. у њему је живело 18.539 становника.

## Демографија
Према попису становништва из 2010. у граду је живело 18.539 становника, што је 2.095 (12,7%) становника више него 2000. године.
| Група             | 2000.         | 2010.         |
| Белци             | 9.461 (57,5%) | 9.136 (49,3%) |
| Афроамериканци    | 675 (4,1%)    | 645 (3,5%)    |
| Азијати           | 4.126 (25,1%) | 5.790 (31,2%) |
| Хиспаноамериканци | 1.312 (8,0%)  | 1.891 (10,2%) |
| Укупно            | 16.444        | 18.539        |